# C&G Banken
C&G Banken var en dansk bank.
Banken blev etableret i 1980 ved en omdannelse af selskabet Crome & Goldschmidt A/S.
Finanstilsynet gennemførte i 1987 en undersøgelse af banken, som førte til den konklusion, at bankens videre drift ville være betinget af tilførsel af ny kapital. Dette skete derefter fra bankens større aktionærer, den LEGO-tilknyttede Kirkbi, Danske civil- og akademiingeniørers Pensionskasse og Lønmodtagernes Dyrtidsfond.
En yderligere granskning af bankens engagementer førte imidlertid til krav om flere hensættelser, og flere rekonstruktionsforsøg gjordes. Dette måtte imidlertid opgives, og banken gik i betalingsstandsning i oktober 1987 og konkurs i maj 1988.
C&G Bankens konkursbo blev afsluttet i 2002 og gav anledning til en dividende til simple kreditorer på 52 pct.